# ビルシュタイン (マイン＝キンツィヒ郡)
ビルシュタイン (ドイツ語: Birstein) は、ドイツ連邦共和国ヘッセン州マイン＝キンツィヒ郡北東の町村（以下、本項では便宜上「町」と記述する）である。

## 地理

### 位置
この町は、フォーゲルスベルク山地の南麓に位置しており、地元住民から愛情を込めて「フォーゲルスベルクの真珠」とも呼ばれる。

### 隣接する市町村
ビルシュタインは、北はグレーベンハイン、東はフライエンシュタイナウ（ともにフォーゲルスベルク郡）およびシュタイナウ・アン・デア・シュトラーセ、南はバート・ゾーデン＝ザルミュンスターおよびブラハトタール（以上3市町村はマイン＝キンツィヒ郡）、西はケーフェンロートおよびゲーデルン（ともにヴェッテラウ郡）と境を接する。

### 自治体の構成
この町は、ビルシュタイン、ベスゲゼス I、ベス＝ゲゼス II、フィッシュボルン、ヘッタースロート、イルンハウゼン、キルヒブラハト、リッヒェンロート、マウスヴィンケル、オバーライヒェンバッハ、オーバーゾッツバッハ、ウンターライヒェンバッハ、ウンターゾッツバッハ、フェルツベルク、ヴェトゲス、ヴュストヴィッレンロートの各地区から成る。
ベスゲゼス I（プロイシシュ＝ベスゲゼス）とベスゲゼス II（ヘッシシュ＝ベスゲゼス）との分離はウィーン会議の結果に基づくものである。この集落を流れる小川、ブラハト川が国境とされたためである。両集落は約 100 m の距離にある。
ヘッタースロート地区には以下の小集落が属している: ヘーフェン、ビルケンシュテッケ、ローゼミューレ。これらの小集落は、狭い範囲であるため、公式にその名前が使われることはほとんどない。
主邑であるビルシュタイン地区には、非公式な小集落ウンターベルクが属している。

## 歴史
castrum birsenstein は1279年に初めて文献に記録されている（birsen = birschen、猟犬を走らせることを意味する、castrumは城を意味する）。
ビルシュタインの住民は、その多くがプロテスタント信者である。町内には、プロテスタント教会の他にカトリック教会やその他の宗教施設がある。
ビルシュタインには、17世紀からユダヤ人コミュニテーが存在していた。1925年には住民の 10.4 % がユダヤ人であった。国家社会主義の初期にビルシュタインのユダヤ人の大部分が逃亡・流出し、1937年にユダヤ人社会は失われた。ビルシュタインで生まれ、あるいは居住していたユダヤ人、少なくとも 26 人がナチス時代に殺害された。

## 行政

### 議会
ビルシュタインの町議会は、25議席からなる。

## 文化と見所
- ビルシュタイン城

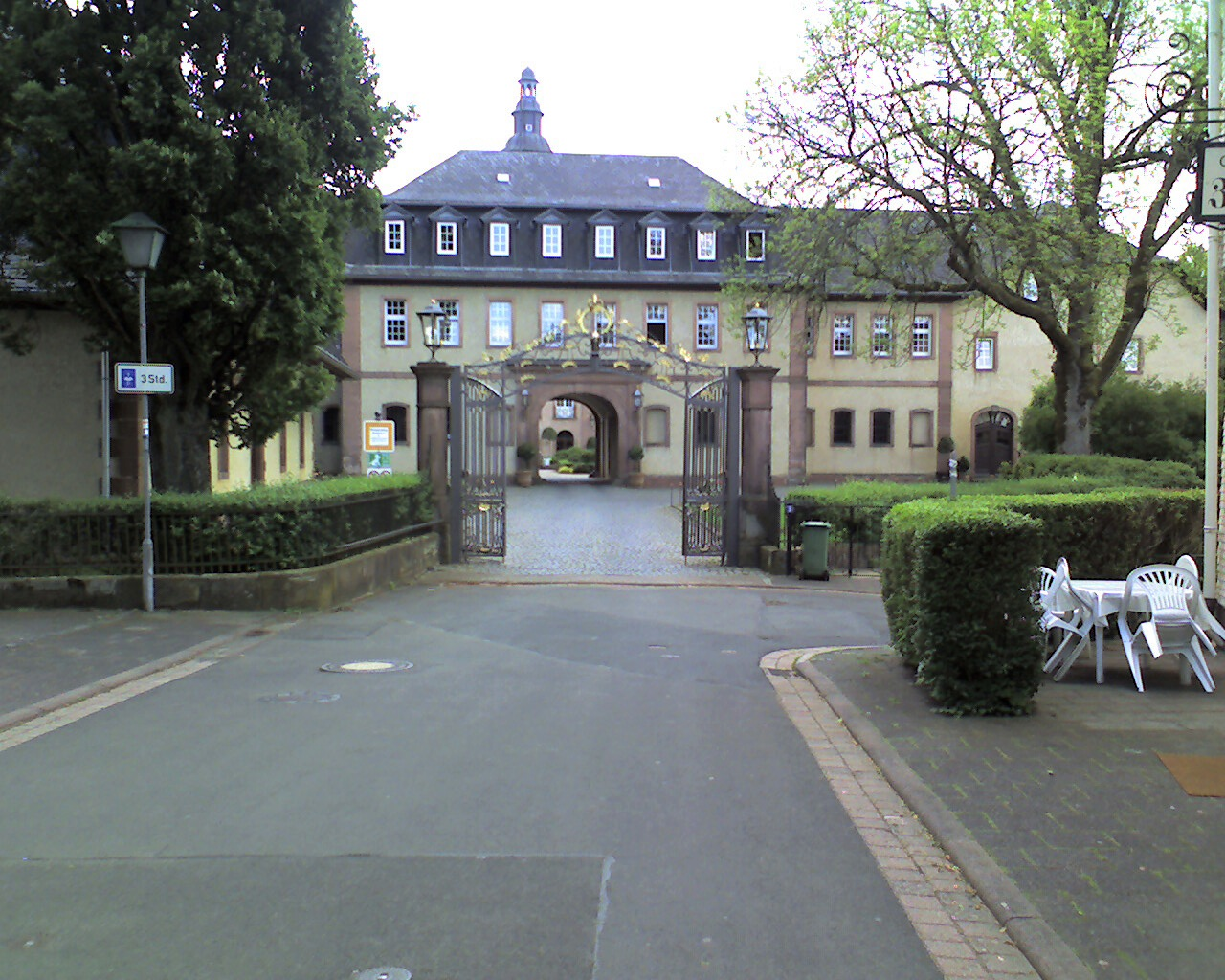
ビルシュタイン城

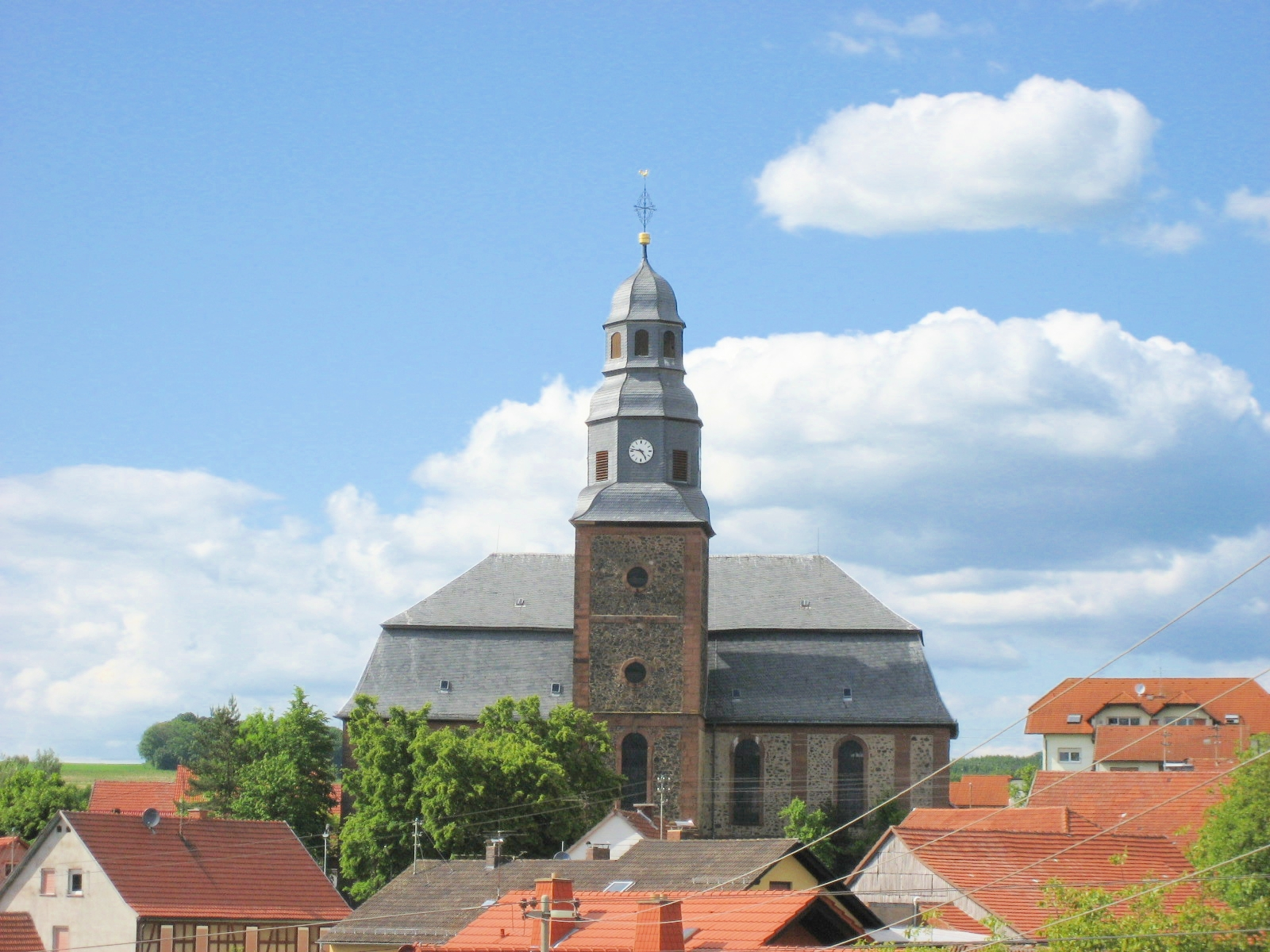
フォーゲルスベルク聖堂

- ウンターライヒェンバッハ地区の「フォーゲスルスベルク聖堂」
- 町内を自転車道であるヘッセン・バーンラートヴェクが通っている。これは、かつての鉄道の軌道跡を利用してフォーゲルスベルク山地やレーン山地を通る全長約 250 km の自転車道である。このヘッセン・バーンラートヴェクの一部をなすのがフォーゲルスベルガー・ジュートバーンラートヴェクで、キンツィヒ川の谷を 35 km 以上走り、ハルトマンスハイン付近でヴルカーン自転車道に接続する。

## 人物

### ゆかりの人物
- アントン・プレトリウス(1560年 - 1613年）改革派の神学者。1596年から1598年にビルシュタインの宮廷説教師を務めた。

## 引用
1. ↑  Hessisches Statistisches Landesamt: Bevölkerung in Hessen am 31.12.2023 (Landkreise, kreisfreie Städte und Gemeinden, Einwohnerzahlen auf Grundlage des Zensus 2011)]
2. ↑  Alemannia Judaica
3. ↑  2011年3月27日の町議会議員選挙結果、ヘッセン統計局（2012年8月14日 閲覧）